# 國立臺灣大學博物館群

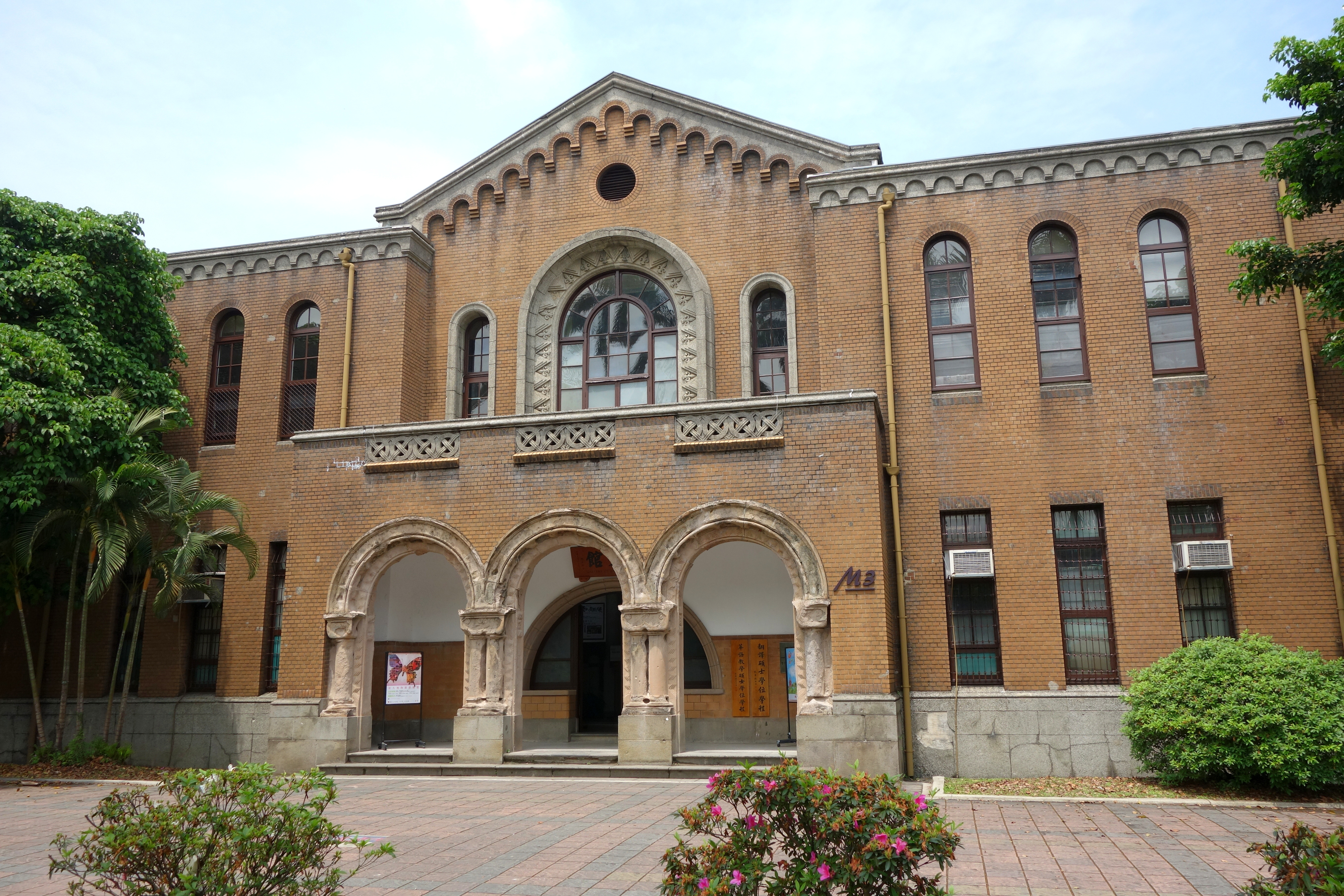
臺大校史館

國立臺灣大學博物館群（英語：National Taiwan University Museums，簡稱臺大博物館群）是國立臺灣大學所附設的十個博物館統稱。大部分成員坐落於校總區，另外檔案館位於水源校區，醫學人文博物館坐落於醫學院校區。

## 背景

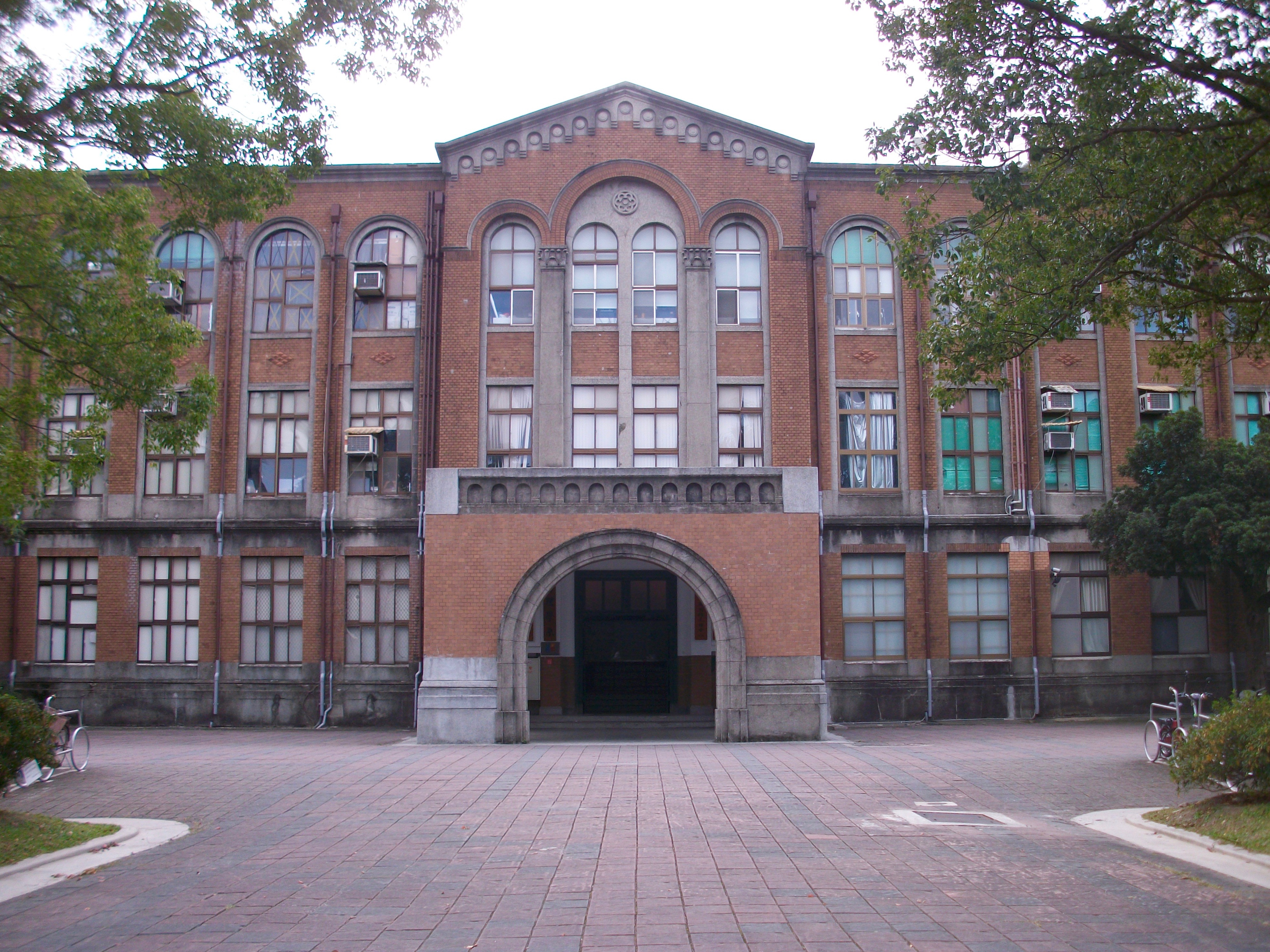
物理文物廳所在的二號館（臺大物理系舊館）

自從臺大1928年創校以來，各系所單位在教學和研究的成果上，廣泛蒐集並累積了許多獨特珍貴的文獻史料、標本與藏品，校方並設立標本與文物陳列等館室進行典藏。直到2005年10月，李嗣涔校長發起對校內的眾多博物館資源之運用與整合方向進行規劃研議。
2007年2月，台大圖書館提出《臺大博物館群合作發展計畫書》。該年3月20日，經校長批准後，於該年11月15日校慶日正式啟動，期許對於社會可以發揮教育的功能。

## 成員
目前總共有11個博物館，包括：
- 校史館[2]
- 人類學博物館[3]
- 地質標本館[4]
- 物理文物廳[5]
- 昆蟲標本館[6]
- 農業陳列館[7]
- 植物標本館[8]
- 動物博物館[9]
- 檔案館[10]
- 醫學人文博物館[11]
- 藝術史研究所美術館[12]

2024年，國立臺灣大學工學博物館開幕特展，預計未來加入台大博物館群之營運。

## 外部連結
- （繁體中文）臺灣大學博物館群 （页面存档备份，存于）
- （繁體中文）臺大總博物館籌備處 （页面存档备份，存于）